# Leonard Rosemann
Leonard Rosemann (* 6. März 1998) ist ein deutscher Synchronsprecher.

## Rollen als Synchronsprecher
- Die fantastische Welt von Gumball (als Gumball), 2011–2013, TV+Synchron
- A.N.T.: Achtung Natur-Talente (Jake Short als Fletcher Quimby), 2011–2014
- Der kleine Nick (als Georg), 2012, Bavaria Synchron
- Once Upon a Time (Jared S. Gilmore als Henry Mills), 2012–2019, FFS Film- & Fernseh-Synchron
- Mighty Med, (Jake Short als Oliver), 2013–2014, Episoden 1.01–1.26
- Game of Thrones (Dean-Charles Chapman als Tommen Baratheon), 2014–2016, Episoden 4.02–4.06 und 5.01–6.10
- High School Musical: Das Musical: Die Serie (für Frankie Rodriguez als Carlos Rodriguez), 2019–2023
- Obi-Wan Kenobi (Ryder McLaughlin als Wade Resselian), 2022, Episode 1x04, FFS Film- & Fernseh-Synchron